# 300-й истребительный авиационный полк
300-й истребительный авиационный ордена Красной Звезды полк (300-й иап) — воинская часть Военно-воздушных сил (ВВС) Вооружённых Сил СССР, принимавшая участие в боевых действиях Великой Отечественной войны и Советско-японской войне, вошедшая в состав ВВС России.

## Наименования полка
За весь период своего существования полк несколько раз менял своё наименование:
- 300-й истребительный авиационный полк;
- 300-й истребительный авиационный ордена Красной Звезды полк;
- 300-й истребительный авиационный ордена Красной Звезды полк ПВО;
- 300-й авиационный ордена Красной Звезды полк истребителей-бомбардировщиков;
- Войсковая часть 65373.

## Создание полка
300-й истребительный авиационный полк начал формироваться в декабре 1940 года в ВВС 2 Краснознамённой армии Дальневосточного фронта на аэродроме Архара по штату 15/21 на основе кадров 29-го иап (3 эскадрильи на И-16 и 1 аэ на И-15бис) 31 смешанной авиационной дивизии ВВС 2-й КА.
| И-15 бис | И-153 | И-16 |

## Переформирование и расформирование полка
- 300-й истребительный авиационный полк в 1957 году был передан в состав войск ПВО страны и получил наименование 300-й истребительный авиационный ордена Красной Звезды полк ПВО;
- 300-й истребительный авиационный ордена Красной Звезды полк ПВО в 1977 году был передан в состав 1-й воздушной армии Дальневосточного военного округа, перевооружён на новые самолёты истребители-бомбардировщики и получил наименование 300-й авиационный ордена Красной Звезды полк истребителей-бомбардировщиков;
- 300-й авиационный ордена Красной Звезды полк истребителей-бомбардировщиков в 1994 году в ходе сокращения Вооружённых сил был расформирован на аэродроме Переясловка в составе 1-й воздушной армии Дальневосточного военного округа.

## В действующей армии
В составе действующей армии:

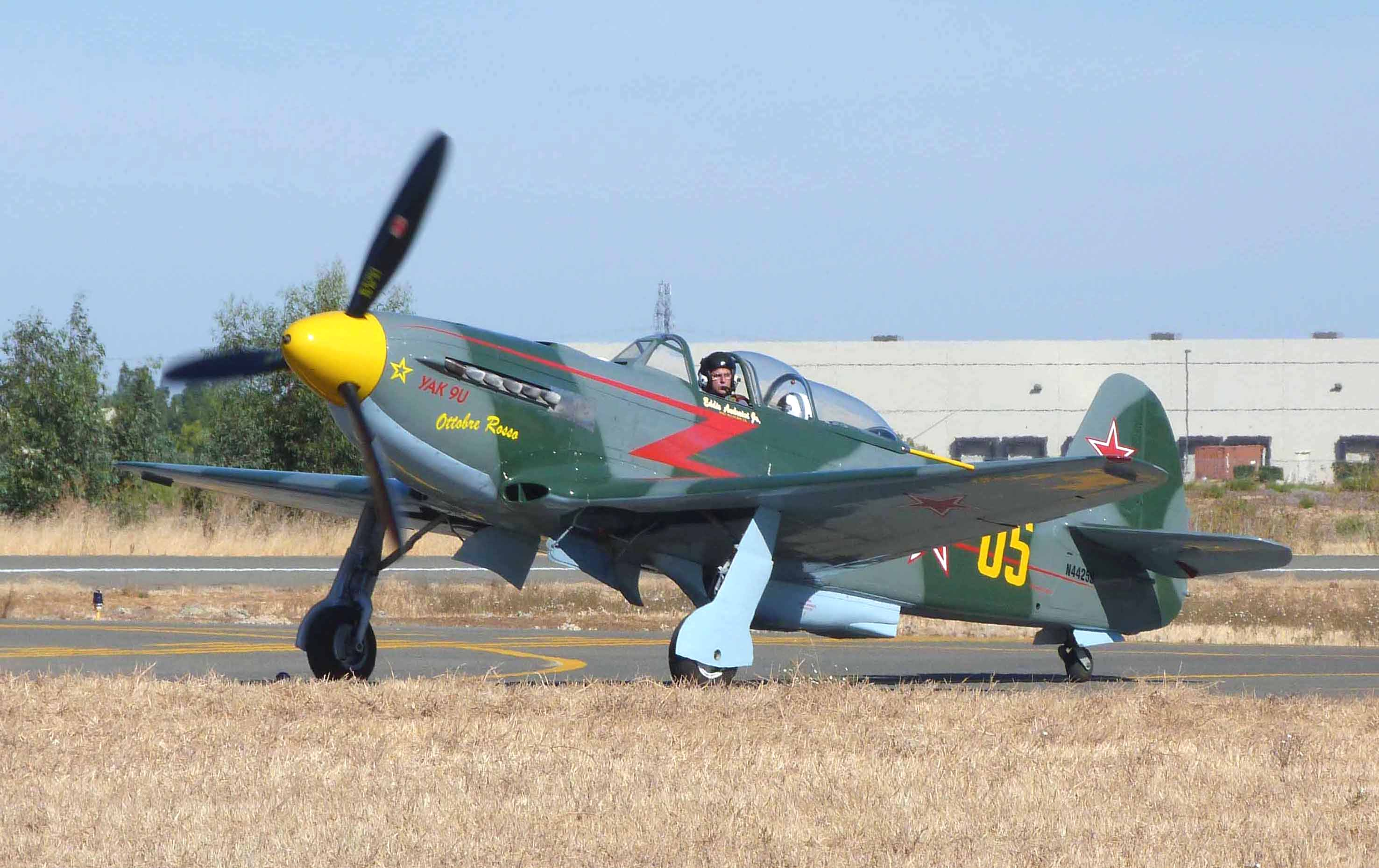
Як-9

- с 9 августа 1945 года по 3 сентября 1945 года.

## Командиры полка
- майор Михайлов Константин Петрович, 10.1940 —  07.1942
- майор Белоусов Александр Дмитриевич, 12.11.1942 - 09.1944
- капитан, майор Карпов Михаил Борисович[3], 09.1944 — 12.1945

## В составе соединений и объединений
| Период        | Фронт (округ)                       | армия (корпус)                   | дивизия                                                | примечание                                                 |
| ------------- | ----------------------------------- | -------------------------------- | ------------------------------------------------------ | ---------------------------------------------------------- |
| 01.12.1940 г. | Дальневосточный фронт               | 2-я Особая Краснознамённая армия | ВВС 2-й армии                                          | Архара, И-16, И-15бис                                      |
| 01.03.1941 г. | Дальневосточный фронт               | ВВС 15-й армии                   | 69-я смешанная авиационная дивизия                     | Архара, И-16, И-15бис                                      |
| 01.07.1941 г. | Дальневосточный фронт               | ВВС 15-й армии                   | 69-я смешанная авиационная дивизия                     | Полностью вооружён только самолётами И-16                  |
| 07.09.1941 г. | Дальневосточный фронт               | ВВС 15-й армии                   | 97-я смешанная авиационная дивизия                     | Полностью вооружён только самолётами И-16                  |
| 15.09.1941 г. | Дальневосточный фронт               | ВВС 15-й армии                   | 97-я смешанная авиационная дивизия                     | Переформирован по штату 015/134                            |
| 18.03.1942 г. | Дальневосточный фронт               | ВВС 15-й армии                   |                                                        | Перешёл в непосредственное подчинение штаба ВВС 15-й армии |
| 28.07.1942 г. | Дальневосточный фронт               | ВВС фронта                       | 254-я истребительная авиационная дивизия               | И-16                                                       |
| 15.08.1942 г. | Дальневосточный фронт               | 10-я воздушная армия             | 254-я истребительная авиационная дивизия               | И-16                                                       |
| 01.12.1942 г. | Дальневосточный фронт               | 10-я воздушная армия             | 254-я истребительная авиационная дивизия               | Переформирован по штату 015/284                            |
| 01.04.1944 г. | Дальневосточный фронт               | 10-я воздушная армия             | 254-я истребительная авиационная дивизия               | Перевооружён на истребители Як-9Д                          |
| 01.12.1944 г. | Дальневосточный фронт               | 10-я воздушная армия             | 254-я истребительная авиационная дивизия               | Переформирован по штату 015/364, Як-9Д                     |
| 05.08.1945 г. | 2-й Дальневосточный фронт           | 10-я воздушная армия             | 254-я истребительная авиационная дивизия               | Як-9Д                                                      |
| 09.08.1945 г. | 2-й Дальневосточный фронт           | 10-я воздушная армия             | 254-я истребительная авиационная дивизия               | вступил в боевые действия на Як-9Д                         |
| 03.09.1945 г. | 2-й Дальневосточный фронт           | 10-я воздушная армия             | 254-я истребительная авиационная дивизия               | окончил боевые действия на Як-9Д                           |
| 29.09.1945 г. | Забайкальско-Амурский военный округ | 12-я воздушная армия             | 254-я истребительная авиационная дивизия               | Гаровка, Як-9Д                                             |
| 20.02.1949 г. | Забайкальский военный округ         | 54-я воздушная армия             | 254-я истребительная авиационная дивизия               | Як-9Д                                                      |
| 01.01.1957 г. | Дальневосточная армия ПВО           |                                  | 254-я истребительная авиационная дивизия ПВО           | МиГ-17                                                     |
| 24.03.1960 г. | ПВО страны                          | 11-я отдельная армия ПВО         | Амурская дивизия ПВО                                   | МиГ-17                                                     |
| 01.01.1977 г. | Дальневосточный военный округ       | 1-я воздушная армия              |                                                        |                                                            |
| 01.01.1982 г. | Дальневосточный военный округ       | 1-я воздушная армия              | 33-я авиационная дивизия истребителей бомбардировщиков |                                                            |
| 01.10.1989 г. | Дальневосточный военный округ       | 1-я воздушная армия              |                                                        | МиГ-27                                                     |

| МиГ-17 | МиГ-15 | МиГ-17 |

## Участие в операциях и битвах
- Советско-японская война:
  - Сунгарийская наступательная операция — с 9 августа 1945 года по 2 сентября 1945 года.
  - Маньчжурская операция — с 9 августа 1945 года по 2 сентября 1945 года.
  - Южно-Сахалинская операция — с 11 августа 1945 года по 25 августа 1945 года.
  - Курильская десантная операция — с 18 августа 1945 года по 1 сентября 1945 года.

## Награды

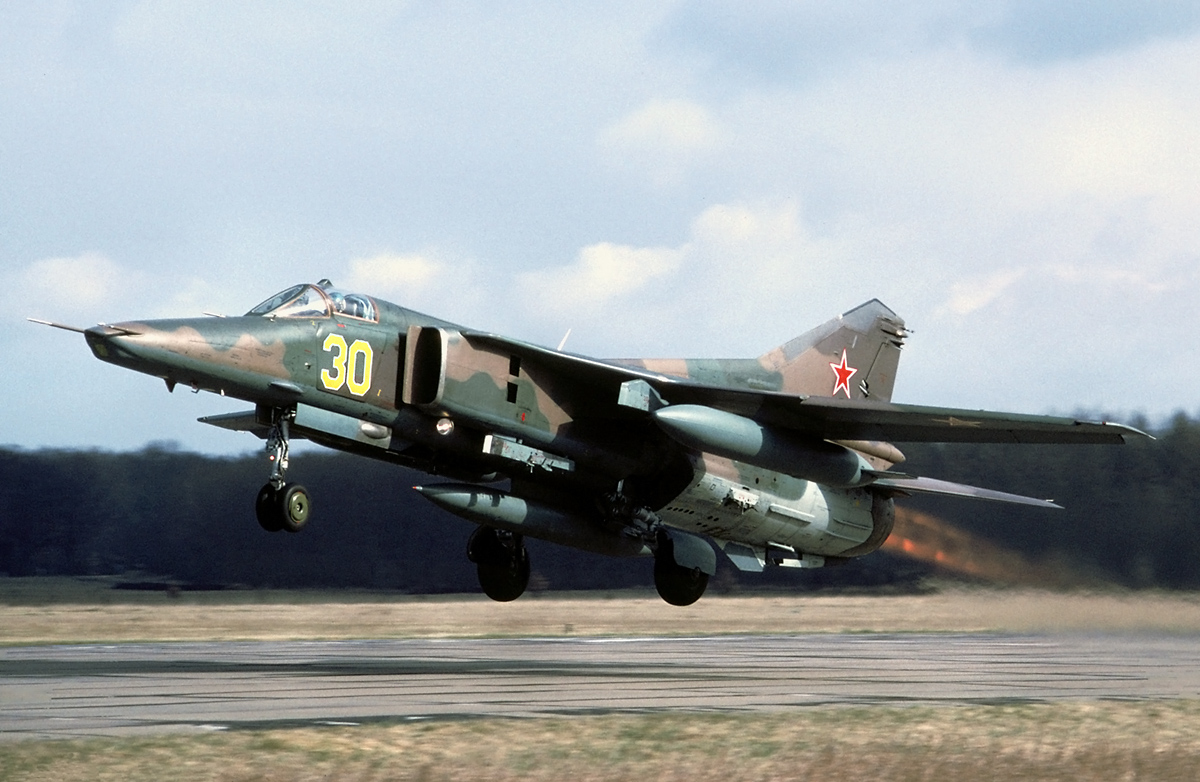
МиГ-27

300-й истребительный авиационный полк 14 сентября 1945 года за образцовое выполнение заданий командования в боях против японских войск на Дальнем Востоке при форсировании рек Амур и Уссури, овладении городами Цзямусы, Мэргень, Эйаньчжэнь, южной половиной острова Сахалин, а также островами Сюмусю и Парамушир из гряды Курильских островов и проявленные при этом доблесть и мужество Указом Президиума Верховного Совета СССР награждён орденом Красной Звезды.

## Благодарности Верховного Главнокомандующего
За проявленные образцы мужества и героизма Верховным Главнокомандующим лётчикам полка в составе 254-й иад объявлены благодарности:
- За отличные боевые действия в боях с японцами на Дальнем Востоке[4]

## Итоги боевой деятельности полка
Всего за годы Советско-японской войны полком:
| Выполнено боевых вылетов | Сбито самолётов в воздухе/Уничтожено самолётов всего    |
| ------------------------ | ------------------------------------------------------- |
| 234                      | Встреч с самолётами противника и воздушных боев не было |

Свои потери:
| Потеряно самолётов, всего | Погибло лётчиков всего |
| ------------------------- | ---------------------- |
| боевых потерь нет         | боевых потерь нет      |

## Самолёты на вооружении
| Период      | Самолёты   |
| ----------- | ---------- |
| 1940 — 1941 | И-15бис    |
| 1940 — 1944 | И-16       |
| 1944 — 1952 | Як-9       |
| 1952 — 1954 | МиГ-15     |
| 1954 — 1972 | МиГ-17     |
| 1972 — 1977 | МиГ-21 ПФМ |
| 1977 — 1980 | МиГ-23 БМ  |
| 1980 — 1989 | МиГ-27     |

## Базирование
| Период                  | Аэродром                                |
| ----------------------- | --------------------------------------- |
| 01.12.1940 — 01.03.1941 | Архара, Амурская область                |
| 01.03.1941 — 01.07.1941 | Жёлтый Яр, Еврейская автономная область |
| 01.07.1941 — 05.08.1945 | Бабстово, Еврейская автономная область  |
| 10.1945 — 11.1945       | Гаровка, Хабаровский край               |
| 11.1945 — 03.1946       | Мукден, Китай                           |
| 03.1946 — 07.1946       | Гаровка, Хабаровский край               |
| 07.1946 — 06.1948       | Куйбышев-Восточный, Хабаровский край    |
| 06.1948 — 1977          | Возжаевка, Амурская область             |
| 1977 — 1989             | Переяславка, Хабаровский край           |